# 1,2-Dibromphenylethan
1,2-Dibromphenylethan ist eine chemische Verbindung des Broms aus der Gruppe der aromatischen Halogenkohlenwasserstoffe.

## Gewinnung und Darstellung
1,2-Dibromphenylethan kann durch Reaktion von Styrol mit Brom gewonnen werden.

## Eigenschaften
1,2-Dibromphenylethan ist ein brennbarer, schwer entzündbarer, hellgelber Feststoff, der praktisch unlöslich in Wasser ist. In hochreiner Form ist die Verbindung farblos.

## Verwendung
1,2-Dibromphenylethan kann zur Herstellung von Phenylacetylen verwendet werden.